# Graphinica
Graphinica (Nhật: グラフィニカ Hepburn: Kabushiki gaisha Gurafinika) là một xưởng phim hoạt hình được thành lập vào năm 2009 tại Nhật Bản, chuyên sản xuất hoạt hình 2D và 3DCG.

## Lịch sử
Graphinica được thành lập từ bộ phận video kỹ thuật số của Gonzo.
Vài ngày 1 tháng 12 năm 2017, công ty mẹ của Graphinica là Memory Tech Holdings thông báo họ đã mua lại TYO Animations. TYO Animations sau đó trở thành một công ty con của Graphinica. Đồng thời, tên của TYO Animations được đổi thành Yumeta Company.
Ngày 3 tháng 7 năm 2018, Graphinica và Avex Pictures cùng nhau thành lập một công ty mới là Flagship Line. Flagship Line chủ yếu tập trung vào phát triển anime, game và VR.

## Tác phẩm

### Phim truyền hình
| Năm phát sóng | Tên                                                   | Đạo diễn         | Số tập | Ghi chú | Nguồn  |
| ------------- | ----------------------------------------------------- | ---------------- | ------ | --- | ------ |
| 2013          | Boku wa Ou-sama                                       | Horiuchi Takashi | 12     | Dựa trên một OVA năm 1996 của Nippon Animation.                                                            | [ 5 ]  |
| 2017          | Chain Chronicle: Haecceitas no Hikari                 | Kudō Masashi     | 12     | Dựa trên trò chơi điện tử Chain Chronicle của Sega. Đồng sản xuất với Telecom Animation Film.              | [ 6 ]  |
| 2017          | Jūni Taisen                                           | Hosoda Naoto     | 12     | Dựa trên light novel cùng tên của Isin Nisio.                                                              | [ 7 ]  |
| 2019          | Re:Stage! Dream Days♪                                 | Katagai Shin     | 12     | Dựa trên thương hiệu đa phương tiện cùng tên của Pony Canyon và Comptiq. Đồng sản xuất với Yumeta Company. | [ 8 ]  |
| 2021-2022     | Muv-Luv Alternative                                   | Yukio Nishimoto  | 24     | Chuyển thể từ một visual novel của âge. Đồng sản xuất với Yumeta Company và Flagship Line.                 | [ 9 ]  |
| 2022          | CUE!                                                  | Katagai Shin     | 24     | Chuyển thể từ một trò chơi trên di động của Liber Entertainment. Đồng sản xuất với Yumeta Company.         | [ 10 ] |
| 2022          | Tokyo Mew Mew New                                     | Natori Takahiro  | 12     | Chuyển thể từ manga Tokyo Mew Mew của Yoshida Reiko và Ikumi Mia. Đồng sản xuất với Yumeta Company.        | [ 11 ] |
| 2022          | Seiken Dendetsu Legend of Mana -The Teardrop Crystal- | Jinbo Masato     | 12     | Chuyển thể từ trò chơi Seiken Dendetsu của Square Enix. Đồng sản xuất với Yokohama Animation Laboratory.   | [ 12 ] |
| 2023          | Tokyo Mew Mew New (mùa 2)                             | Natori Takahiro  | 12     | Phần tiếp theo của Tokyo Mew Mew New; hợp tác sản xuất với Yumeta Company.                                 | [ 13 ] |

### Phim điện ảnh
| Năm khởi chiếu | Tên                                          | Đạo diễn        | Ghi chú | Nguồn  |
| -------------- | -------------------------------------------- | --------------- | --- | ------ |
| 2014           | Rakuen Tsuihō                                | Seiji Mizushima | Tác phẩm gốc. | [ 14 ] |
| 2016           | Chain Chronicle: Haecceitas no Hikari Part 1 | Kudō Masashi    | Ba phần phim chuyển thể từ trò chơi điện tử Chain of Chronicles của Sega. Đồng sản xuất với Telecom Animation Film. | [ 15 ] |
| 2017           | Chain Chronicle: Haecceitas no Hikari Part 2 | Kudō Masashi    | Ba phần phim chuyển thể từ trò chơi điện tử Chain of Chronicles của Sega. Đồng sản xuất với Telecom Animation Film. | [ 15 ] |
| 2017           | Chain Chronicle: Haecceitas no Hikari Part 3 | Kudō Masashi    | Ba phần phim chuyển thể từ trò chơi điện tử Chain of Chronicles của Sega. Đồng sản xuất với Telecom Animation Film. | [ 15 ] |
| 2019           | Hello World                                  | Itō Tomohiko    | Tác phẩm gốc. | [ 16 ] |

### OVA/ONA
| Năm phát hành | Tên                     | Số tập                          | Số tập | Ghi chú                                                                    | Nguồn  |
| ------------- | ----------------------- | ------------------------------- | ------ | -------------------------------------------------------------------------- | ------ |
| 2011-2012     | Hellsing: Ultimate      | Mayushiro Matsumura             | 3      | Dựa trên manga của Hirano Kouta. Sản xuất tập 8–10.                        | [ 17 ] |
| 2011-2012     | Hellsing: The Dawn      |                                 | 3      | Dựa trên manga của Hirano Kouta. Phần tiền truyện của Hellsing: Ultimate.  |        |
| 2014          | Wonder Momo             | Kagawa Yutaka                   | 5      | Chuyển thể từ webcomic của Erik Ko và Jim Zub.                             | [ 18 ] |
| 2015          | Japan Animator Expo     | Horiuchi Takashi Emoto Masahiro | 1      | Đảm nhận sản xuất tập thứ 10, Yamaeloid.                                   | [ 19 ] |
| 2019          | Another World           | Itō Tomohiko                    | 3      | Tác phẩm gốc của Itō Tomohiko. Ngoại truyện của phim Hello World.          | [ 20 ] |
| 2021          | Shūmatsu no Valkyrie    | Ōkubo Masao                     | 12     | Chuyển thể từ manga của Umemura Shinya và Fukui Takumi.                    | [ 21 ] |
| 2023          | Shūmatsu no Valkyrie II | Ōkubo Masao                     | 15     | Phần tiếp theo của Shūmatsu no Valkyrie. Đồng sản xuất với Yumeta Company. | [ 22 ] |